# スペイン上院

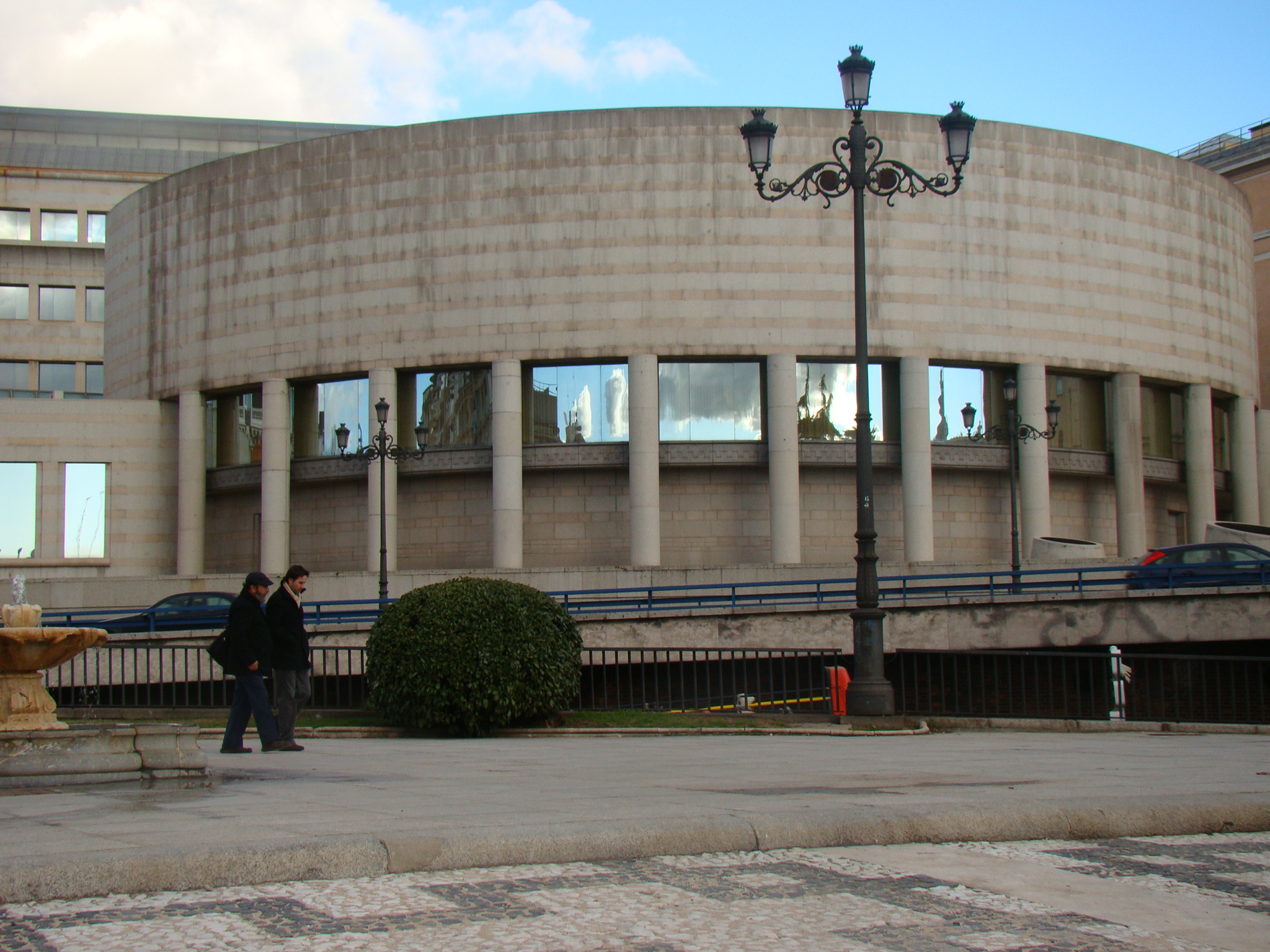
上院議事堂外観

スペイン上院（スペインじょういん、スペイン語: Senado）は、スペインの立法府である国会（Cortes Generales）の上院にあたる議会である。Senadoは元老院（ラテン語: Senatus)に由来するため、元老院（げんろういん）ともいわれる。

## 概要

### 定数
- 264議席
  - 選挙区選出議席（直接選挙）：208議席
    - 各県ごとに4名選出
    - 3大島嶼（グラン・カナリア島、マジョルカ島及びテネリフェ島）では各島を一選挙区としそれぞれで3名を選出
    - 残りの島嶼（イビサ島、フォルメンテーラ島、メノルカ島、フエルテベントゥーラ島、ラ・ゴメーラ島、エル・イエロ島、ランサローテ島及びラ・パルマ島）でもやはり各島を一選挙区とし島毎に1名を選出
    - 自治市であるセウタとメリージャからは2名ずつ選出

  - 自治州議会選出議席（間接選挙）：56議席
    - 各自治州に1名をまず配分
    - そのうえで各自治州の人口100万人毎に1名ずつ加算

### 選挙制度
- 選挙区選出議席：中選挙区制（制限連記制）
- 自治州議会選出議席：自治州議会の任命によって選出される。
- 任期：4年

## 執行部(2011-2015)
- 議長（Presidente）：ピオ・ガルシーア＝エスクデーロ・マルケス（Pío García-Escudero Márquez）（PP）
- 第一副議長（Vicepresidente primero）：フアン・ホセ・ルーカス（Juan José Lucas）（PP）
- 第二副議長（Vicepresidenta segunda）：ジョランダ･ビセンテ・ゴンサーレス（PSOE）
- 第一書記（Srcretario primero）：マティーアス・コンデ・バスケス（Matías Conde Vázquez）（PP）
- 第二書記（Srcretario segundo）：ラモン・ラバネーラ・リバコーバ（Ramón Rabanera Rivacoba）（PP）
- 第三書記（Srcretaria tercera）：カルメン・アルボルチ・バタジェール（Carmen Alborch Bataller）（PSOE）
- 第四書記（Srcretario cuarto）：マネル・プラーナ・ファラン（Manel Plana Farran）（CiU）

出典：スペイン上院ウェブサイト

## 党派
| 党派                                                                         | 議席数    | 議席数   | 議席数    | 備考 |
| 党派                                                                         | 選出      | 推薦     | 合計      | 備考 |
| ---------------------------------------------------------------------------- | --------- | -------- | --------- | --- |
| 上院国民党会派 G.P. POPULAR EN EL SENADO                                     | 134       | 28       | 162       | 国民同盟を前身とする中道右派政党国民党の会派。内訳は国民党（PP）：157、アラゴン党（PAR）：3、カナリア民族中道党（CCN）：2。                                                                                               |
| 社会労働党会派 G.P. SOCIALISTA a                                             | 48        | 17       | 65        | 中道左派政党スペイン社会労働党の会派。内訳はスペイン社会労働党（PSOE）：58、ガリシア社会主義者党（PSdeG-PSOE）：4、バスク社会党（PSEE-EE(PSOE)）：3。                                                                     |
| 集中と統一上院カタルーニャ会派 G.P. CATALÁN EN EL SENADO CONVERGÈNCIA I UNIÓ | 9         | 4        | 13        | カタルーニャ州の保守系民族主義政党集中と統一の会派。内訳はカタルーニャ民主集中（CDC）：9、集中と統一（CiU）：2、カタルーニャ民主連合（UDC）：2。                                                                          |
| カタルーニャの進歩協定会派 G.P. ENTESA PEL PROGRÉS DE CATALUNYA              | 7         | 3        | 10        | カタルーニャ州の左翼民族主義勢力の連合。内訳はカタルーニャ社会党（PSC）：8、カタルーニャ緑のイニシアティブ（ICV）：2。 |
| 上院バスク会派（EAJ-PNV） G.P. VASCO EN EL SENADO (EAJ-PNV)a                 | 4         | 1        | 5         | バスク州の民族主義政党バスク民族主義党の会派。 |
| 混合会派 G.P. MIXTO                                                          | 6         | 3        | 9         | 各地域の民族主義政党などによる会派。ナバーラ州のナバーラ住民連合（UPN）：3、カナリア諸島州のカナリア同盟（CC）：2、アストゥリエス州のアストゥリエス市民フォーラム（FAC）：1、バスク州のバスク連帯（EA）：1b、無所属：2b。 |
| 合計                                                                         | 208（74） | 56（16） | 264（90） | カッコ内は女性議員数 |

注:

a 当初PSOEの5人の議員はPNVが会派を構成するため、構成要件の10人を達成するためバスク会派に登録したが、後に社会労働党会派復帰した。

b EAの議員と無所属の2議員はアマユールの候補者として選挙に立候補した。

出典：スペイン上院ホームページより。

## 権限
スペイン憲法第69条で上院は地方代表議院（Camara de representacion Territorial）として定義されているが、地方代表としての性格が選挙制度や院内構成などによってより強くなっている。ここでは、上院のみが有する権限について紹介する。
- 自治州間の協定（Convenio）に対する承認（協力に関わる協定協定である場合）。
- 地域間格差是正基金（Fondo de Compensacion Interterritorial）による投資プロジェクトに対し、同基金管理委員会（Comision de Seguimiento）を通じて管理すること。
- 自治州政府が憲法上若しくは法律上の義務を履行しないとき又はスペイン国家の利益に反する行為を行ったときに政府がとる対抗手段である強制執行（ejecuion forzosa）をとることを認可する。特別な措置であるため、この場合の採決においては絶対多数の賛成を必要とする（スペイン憲法155条）。
- 地方団体における特定の団体が公益を著しく損ない、憲法上の義務不履行も認められたため、政府がこれを解散させようする場合における上院の承認